# Argentina kagoshimae
Argentina kagoshimae är en fiskart som beskrevs av Jordan och John Otterbein Snyder 1902. Argentina kagoshimae ingår i släktet Argentina och familjen guldlaxfiskar. Inga underarter finns listade i Catalogue of Life.